# Altheimska kultura
Altheimska kultura je kasnoneolitička i eneolitička kultura. 
Datira se između 3800. i 3300. pr. Kr. Nalazište Altheim se nalazi kod Essenbacha, u Bavarskoj, Njemačka. Otkrio ga je njemački povjesničar Paul Reinecke 1915.
Obuhvaćala je područje omeđeno na zapadu rijekom Inn, na istoku rijekom Lech, na sjeveru Švapskom Jurom i na jugu Alpama. Na jugoistoku joj je mondseeska kultura.